# 瓜塔希亞瓜
瓜塔希亞瓜（西班牙語：Guatajiagua），是薩爾瓦多的城鎮，位於該國東北部，由莫拉桑省負責管轄，面積70.77平方公里，海拔高度264米，2007年人口11,721，人口密度每平方公里165.62人。
13°40′N 88°12′W / 13.667°N 88.200°W